# Lily Aldrin
Lily Aldrin (Nueva York, Estados Unidos, 22 de marzo de 1978) es un personaje de ficción creado por Carter Bays y Craig Thomas para la serie televisiva estadounidense de la cadena CBS How I Met Your Mother (en España: Como conocí a vuestra madre, en América Latina: Como conocí a tu madre). 
Es interpretada por la actriz Alyson Hannigan. 
Lily Aldrin, es una de las protagonistas de la serie How I Met Your Mother.
Se la representa como la pelirroja, parlanchina y vivaracha esposa del mejor amigo de Ted Mosby, Marshall Eriksen, con quien comenzó una relación cuando ambos tenían 18 años, tras conocerse en la Universidad. 
También es la mejor amiga de Robin Scherbatsky, la confidente de Barney Stinson y una de las mejores amigas de Ted Mosby, tras haber comenzado a salir con su mejor amigo y haber ocupado un lugar importante en el grupo de amigos. 
Es profesora de guardería/jardín de infancia y artista.
Su historia cuenta que ella vivió una infancia feliz hasta que su padre se obsesionó en crear el mejor juego de mesa del mundo para volverse millonario, lo que destruye por completo las ilusiones y la familia de Lily. 
Tiempo después, su novio del instituto, un grunge llamado Scooter le pide matrimonio, pero ella rehúsa y rompen su relación.
Años más tarde admitió que salía con él por su parecido con Kurt Cobain.
Es entonces cuando a los 18 años, en 1996, en la residencia de Wesleyan University conoce a Marshall Eriksen y a Ted Mosby.
Desde ese momento, los amigos empiezan a verse más y Marshall comienza a tener sentimientos fuertes hacia Lily. Ambos comienzan a salir meses después.
Durante sus años como estudiante, se ve cómo Lily Aldrin pertenecía al subgénero gótico, debido a sus ropas oscuras y su cabello teñido de negro. Posteriormente cambió su tono de cabello a pelirrojo y su vestimenta cambió a una explosión de color.

## Historia del personaje
Lily y Marshall se comprometieron en otoño de 2005, como se describió en el piloto de la serie, tras nueve años de relación. 
Sin embargo, en el final primera temporada, Lily le revela a Robin, su mejor amiga, que le está empezando las dudas sobre su compromiso con Marshall sin haber vivido otras experiencias antes de casarse con él, ya que ambos empezaron su relación siendo muy jóvenes. 
Esas dudas se vuelven más fuertes y debido a ellas y a su estado anímico al respecto, Lily solicita una beca para ir a estudiar arte a la ciudad de San Francisco. 
Al principio, Lily le dice a Ted que ha decidido no llevar a cabo la solicitud de la beca para calmar las cosas y no herir a su prometido Marshall, pero Marshall descubre que sí, que realmente lo hizo y que la petición le fue aceptada. 
Tras discutir sobre el tema con algunas pausas entremedias para bebidas, una cena en el Red Lobster y sexo, Lily no puede prometerle a Marshall que volverá con él después de tres meses en San Francisco, y así, el compromiso se rompe.
Tras volver de San Francisco, Lily le confiesa a Marshall que la decisión de irse al tener dudas, fue un error. Sin embargo Marshall decide esperar un tiempo para aceptar Lily y él vuelvan a estar juntos. 
Poco después, Marshall decide darle una segunda oportunidad al amor y ambos continúan con su compromiso.
En el capítulo 10 de la segunda temporada, se insinúa que en el periodo de un año, Marshall y Lily estarían casados. 
Al final se casan en “Something Borrowed” (Algo prestado), el penúltimo capítulo de la segunda temporada. Lily escogió mantener su propio apellido; Marshall lo habría preferido de otro modo, pero aceptaba la decisión de su futura mujer.
En el día de acción de gracias de 2005, detienen a Lily por orinar en un sitio público en St. Cloud, Minnesota, después de hacerse una prueba de embarazo en un callejón detrás de una tienda cuando visita a la familia de Marshall. (Como se describe en “Belly full of Turkey” (“Atracón de pavo”.)
En la tercera temporada, se muestra que Lily es adicta a las compras, y que va de compras siempre que le ocurre algo malo llegando a vaciar sus tarjetas de crédito. 
Debido a ello, Marshall y ella tuvieron algunas dificultades con las deudas, especialmente cuando estaban a punto de comprarse un apartamento, que fue la causa de que Marshall aceptase un puesto en una gran empresa en la que él no se encontraba muy a gusto trabajando. 
Finalmente consiguen la casa, y se dan cuenta de que el barrio está situado cerca de una planta de tratamiento de aguas residuales y de que el suelo de su piso está inclinado. 
En la cuarta temporada Lily y Marshall se mudan a su nuevo hogar.
De entre todos los personajes, ella es la única en la que Barney decide confiar cuando se da cuenta de que está enamorado de Robin, en el estreno de la cuarta temporada, “Do I Know You?” (“¿Te conozco?”). 
Barney también llamó una vez a Lily para que le ayudase a deshacerse de un lío. En “Do I know you?”, ella dice que Robin es su mejor amiga.
Algunas veces, parece que el apetito sexual de Lily está un poco desbordado. Debido al hecho de que Marshall es la única persona con la que ella ha mantenido relaciones sexuales en toda su vida, muestra su curiosidad abiertamente por otras actividades y formas de vida sexuales. Admite en “Robin 101” (“Curso básico sobre Robin”) que tiene fantasías sexuales sobre Robin y hace comentarios sobre el cuerpo de Robin a lo largo de la serie. 
En el estreno de la quinta temporada, Lily obliga a Robin y a Barney a confesar que son pareja. Lo hace quitando el pomo de la puerta de la habitación de Robin y espera a que ambos hablen. 
Robin y Barney le pasan algunas notas bajo la puerta con explicaciones vagas, que no la satisfacen, pero finalmente ceden y mienten. 
Aun así, Lily nota que ellos mismos no se dieron cuenta de que no estaban mintiendo. 
Se descubre que Lily tiene una Doppelgänger/doble llamada Jasmine, que es bailarina de estriptis. 
Está muy emocionada por ello, y tan cautivada por su gemela estríper que Lily y Marshall consiguen que les haga un baile privado. Al final de la noche, Lily se cambia por Jasmine y baila con dificultad sobre el escenario, finalmente se cae y tiene un accidente.
Debido a sus malas experiencias pasadas con otras parejas en citas dobles, Lily y Marshall están extáticos por tener a otra pareja con la que salir por ahí. Invitan a Robin y Barney a pasar una tarde juntos, pero fracasa totalmente, ya que le cuentan a Ted que fue la noche más aburrida del mundo. Finalmente, tanto Robin como Barney se dan cuenta de que echan de menos a Lily y a Marshall. 
En “Bagpipes” (“Gaitas”), Lily y Marshall se ven envueltos en una gran discusión por culpa de unos platos sucios y la insistencia de Barney en que Marshall no debería ser responsable de ellos. Lily echa a Marshall de casa inmediatamente después de que los argumentos incoherentes de Marshall acaben en otros asuntos irrelevantes. Cuando Barney y Robin les hablan de sus propios problemas, comienzan a apreciar lo sólida que es su relación y se perdonan de inmediato.
Cuando Barney describe su relación de forma deprimente a Marshall, éste supone que Barney no es feliz. Él y Ted le piden a Lily que les ayude a romper la relación entre Barney y Robin, dada su experiencia en romper relaciones (“The front porch” (“La prueba del porche”)). Mientras ella insiste en que ya no se dedica a ello, Marshall y Ted consiguen sin querer que Barney y Robin se comprometan, a lo que Lily decide tomar parte inmediatamente. Lily ejecuta un plan para que tengan una gran discusión; esto falla, pero tanto Barney como Robin se dan cuenta de que no funcionaban como pareja.
En el capítulo 4 de la sexta temporada, Lily y Marshall hablan de sus preocupaciones sobre concebir un bebé en ese momento. Entonces se ponen de acuerdo en que en realidad no deben tener prisa por ser padres, y deciden irse a Coney Island para disfrutar.
Más adelante en la misma temporada, Lily y Marshall visitan a Stuart y Claudia (“Baby Talk” (“Hablando de bebés”)), quienes están teniendo problemas para ponerle un nombre a su bebé recién nacido. Lily y Marshall intentan pensar en nombres para bebé por sí mismos – A Marshall se le ocurren nombres de niño que Lily rechaza por experiencias pasadas en la guardería con niños alborotadores, y los nombres que a Lily se le ocurren, Marshall los rechaza por su experiencia con una chica de su instituto y una estríper. Una de estas fantasías del futuro incluye a Barney ligándose y finalmente casándose con su hija. 
Marshall, preocupado por tener que criar a una niña, le pregunta a su padre sobre cómo garantizar que su bebé sea niño. Lo que no sabe es que Lily también ha estado buscando maneras de que el bebé fuera niña. Cuando Lily y Marshall descubren lo que ha estado haciendo el otro, se dan cuenta de que no pueden controlar el sexo del bebé, y deciden ponerle un nombre neutro, Jamie. Sin embargo, Lily lo rechaza más tarde por un niño travieso en su clase que se llama así.
En el capítulo 24 de la sexta temporada, se revela que Lily está embarazada, después de haberse pensado que había sufrido un intoxicamiento. En el capítulo 7 de la séptima temporada, Lily y Marshall descubren que esperan un niño. En el penúltimo episodio, Lily rompe aguas y tras un duro parto da a luz a un bebé al que llaman Marvin (por el padre de Marshall) Wait-for-it (la promesa que le hizo Marshall a Barney si le sacaba de Atlantic City para ir a ver el nacimiento de su hijo).
La novena temporada se centra en la boda de Robin y Barney y de cómo los distintos personajes de la serie, ya que se conoce a la famosa "madre". 
Marshall se encuentra, junto a su hijo Marvin, en casa de su madre; Lily y Ted se dirigen en coche hasta Farhampton (el lugar de celebración de la boda), pero Lily no soporta la lentitud de Ted y le pide que la deje en la estación más cercana para proseguir su viaje. En el tren conoce a la "madre" y se hacen amigas. 
Mientras tanto, Marshall, cuando se dispone a ir al aeropuerto recibe una llamada con una oferta para ser juez, lo que supondría no poder ir a Francia. En el avión, acaba peleando con su compañera de asiento, Daphne, lo que provoca que los echen. Tras muchas peleas, al final consigue alquilar un coche y pacta con Daphne compartir los gastos del automóvil. 
Lily echa de menos a su hijo Marvin, por lo que le pide al camarero que le rellene la copa todo el tiempo. Marshall piensa cómo decirle a su esposa que le ha salido una plaza, algo que le dice Daphne a Lily accidentalmente. Cuando Marshall consigue llegar a Farhampton, ambos tienen una fuerte discusión aunque ella accede finalmente a quedarse junto a su marido.
En el capítulo 20, Marshall sospecha de lo que hizo Lily al abandonar al hotel, por lo que va junto a Barney y Ted a casa de El Capitán para averiguarlo. Allí Ted elabora una teoría sobre que ella tiene un "secreto" y es que ha vuelto a fumar. Como prueba les enseña una margarita y busca con la intención de encontrar un cigarrillo aunque encuentra un test de embarazo. Rápidamente regresan al hotel y allí es cuando Marshall descubre que su mujer está embarazada de nuevo. En una escena futura, se pueden ver a ambos en Roma junto a su hijo Marvin y la pequeña Daisy.
En el día de la boda, Lily y Marshall renuevan sus votos hacia el otro.
En el final de la serie, "Last Forever", se revela que, pocos años después, Lily da a luz a un tercer hijo. Aun cuando el grupo se separa con los años, Lily está ahí para todos los momentos importantes de sus vidas: el divorcio de Barney y Robin, el nacimiento de la hija de Barney y de los dos hijos de Ted, y la boda de Ted con la madre (cuyo verdadero nombre es Tracy). Ella permanece felizmente casada con Marshall, quien finalmente se convierte en un juez de la Corte Suprema del estado.